# Fabro
Fabro là một đô thị ở tỉnh Terni trong vùng Umbria của Ý, có cự ly khoảng 40 km về phía tây nam của Perugia và khoảng 60 km về phía tây bắc của Terni.
Fabro giáp các đô thị: Allerona, Cetona, Città della Pieve, Ficulle, Montegabbione, Monteleone d'Orvieto, San Casciano dei Bagni.